# Трэйстариу, Михай
Миха́й Трэйста́риу (рум. Mihai Trăistariu; род. 16 декабря 1976, Пьятра-Нямц) — румынский певец, выступавший в 2006 году на Евровидении как участник от Румынии.

## Биография
Михай Трэйстариу родился на севере Румынии, в городе Пьятра-Нямц. Родители (папа-художник и мама-врач) хотели, чтобы дети с раннего возраста приобщались к искусству — занимались музыкой и живописью. Так, Михай, самый младший, получив в подарок на 7-летие белое пианино, начал брать уроки у преподавателя. В то время совсем другие профессии вызывали у Михая интерес — сначала он захотел стать преподавателем математики, как его сестра Джанина, потом, будучи учащимся физико-математического лицея, — физиком, уфологом или астрономом, и, наконец, записавшись в театральную студию, Михай решил, что играть в театре — это как раз то, что отвечает его внутренним стремлениям. Но на летних каникулах между 10 и 11 классом произошло событие, которое радикально изменило жизнь Михая — по радио он услышал песню Мэрайи Кери "Without you", но главным было не это, а комментарий ведущего — Мэрайа Кери — единственная певица в мире, обладающая голосом в 5 октав. Михай: "Я чрезвычайно амбициозен и поэтому решил попробовать, сможет ли и мой голос покрыть такой диапазон". И у него получилось! "С того дня я уже не прекращал петь+ По 7—8 часов в день, а на каникулах — по 10—15, точнее сказать, от восхода солнца и до заката. Мой фанатизм достиг в тот период максимума. Я хотел стать актером, занимался на курсах, чтобы поступить в Театральную Академию, но возвращался домой и принимался петь. И сейчас задаю себе вопрос: почему я занимался пением так усердно, ведь собирался играть в театре? Это для меня остается загадкой+ Так сложилось, что я не попал в театр, но т. к. был хорошо подготовлен по математике (занимал места на олимпиадах), то сразу поступил на Факультет Информатики Университета г. Яссы".
Переехав в Яссы, Михай тут же записался на курсы пения и всего лишь через два месяца принял участие в первом для себя Национальном фестивале "Флорентин Делмар". Зал и жюри аплодировали ему стоя. В 1998 году Михай занял 2 место на фестивале "Мамайа". Ещё во время репетиций он привлек к себе внимание продюсеров, представителей звукозаписывающих компаний, композиторов. В один из дней к Михаю подошёл Кости Ионица, и предложил стать участником группы, с которой они завоют Румынию. Так на свет появилась "Valahia" ("Валахия"). Успех не заставил себя долго ждать — буквально через два месяца песня "Banii si fetele" ("Девушки и деньги") стала популярнейшей в стране, а "Валахия" (в составе Михая, Дорина и Кости) — самым популярным танцевальным проектом. Песни постоянно крутили на радио, участники группы были желанными гостями на телевидении, заняли первое место на фестивале в Мамайе, а Михай получил приз как лучший исполнитель года. В декабре 1999 года Кости заявил о своем желании исполнять мелодии в стиле "манеле", Михай и Дорин были против. Кости начал сольную карьеру.
В марте 2000 года Михай и Дорин оказались в центре внимания во время национального отбора к Евровидению, композиция "Why?" произвела фурор и на сегодняшний день считается песней, которая в полной мере раскрыла вокальные возможности Михая. Лето 2000 года ознаменовалось новым успехом Валахии — хитом "Banana". На Ежегодной премии в области музыки группа была представлена в 5 номинациях, а их альбом стал лучшим альбомом года. В то время Михай и Дорин находились в гастрольном туре по Франции, Бельгии, Германии и Австрии. И следующий, 2001 год, стал удачным для "Валахии" — выпуск альбома, премии на фестивах "Песнь любви", "Мамайа", "Золотой олень", приглашения на концерты в Японию и Германию. Через год группа снова участвовала в национальном отборе к Евровидению и заняла 4 место, а летом Михай привез с фестиваля "Славянский базар" 4 премии, в том числе премию Аллы Пугачевой, которая была председателем жюри. Выпуск альбомов, концерты, передачи на телевидении+ Но начиная с 2003 года Михай стал подумывать о том, чтобы заняться сольной карьерой, хотя решиться на это было непросто — группа по-прежнему была популярной, и, кроме того, Михаю не хотелось портить отношения с Дорином. В марте "Валахия" занимает 3 место на отборочном туре к Евровидению, едет в Германию, выпускает диск.
Но в декабре Михай собирается с духом и откровенно заявляет Дорину о своем желании петь сольно. Это был непростой момент, но Михай и Дорин по-прежнему друзья.
2004 год начинается для Михая с напряженной работы в студии — он записывает первые композиции для сольного альбома, параллельно с этим снова участвуя в отборе к Евровидению (занимает 4 место). В конце августа был подписан контракт с компанией "ERA Business". Альбом "Altceva" ("Нечто иное") вышел весной 2005 года и действительно стал нетипичным явлением для румынской музыкальной индустрии. Песня "Cat de frumoasa esti" ("Как ты прекрасна") победила на Национальном фестивале "Песнь любви". Михай снова принял участие, на этот раз вместе с певицей Нико, в национальном отборе для Евровидения, но дуэт остался третьим. Сразу после этого несколько известных румынских композиторов предложили Михаю сотрудничество, было отобрано порядка 8 песен, но Михай решил остановить свой выбор на композиции, которая и стала впоследствии Tornero.

## Дискография

### Альбомы
- «Altceva»
- «Tornerò»
- «De Craciun»

### Синглы
- «Cât de frumoasă eşti» (2004)
- «Iţi dau» (2005)
- «Tornerò» (2006)
- «Dimmi Si o No» (2007)
- «Your love is high» (2008)
- «Puerto Rico» (2009)
- «Je t’aime» (2010)